# النقل البحري الجزائري

الجزائرية للنقل البحري (بالفرنسية: Algérie Ferries) هي الشركة الوطنية للنقل البحري للمسافرين في الجزائر. تأسست بموجب مرسوم (رقم 87-155) 14 يوليو 1987. تمتلك الشركة 4 سفن هي: الطاسيلي وطارق بن زياد والجزائر والإيروس.
تنظم الشركة رحلات ضمن برنامج خطوطها، من الجزائر إلى فرنسا وإسبانيا. تنطلق سفن النقل من ميناء الجزائر (العاصمة) وبجاية وعنابة وسكيكدة وترسو في موانئ مرسيليا وسيت وطولون أليكانتي وبرشلونة.

## تاريخها
بقيت محصورة من قبل القوى السياسية في دور رمزي للسيادة الوطنية، كانت هذه الشركة العمومية تحتكر النقل البحري للركاب بين فرنسا والجزائر. بعد الهجرة الكبيرة في سنوات الألفين أثبتت الجزائرية للنقل البحري أن قدراتها غير كافية ما اضطر الجزائر لفتح موانئها أمام منافستها الأوروبية الرئيسية (المؤسسة الوطنية للملاحة كورسيكا المتوسطي)
يتكون أسطول الجزائرية للنقل البحري من ثلاثة عبارات حديثة: الجزائر II، طارق بن زياد وطاسيلي II وهناك طلبية على سفينتين إضافيتين لعام 2012.

## إستراتيجية التنمية
لتحديث الشركة، باعت الجزائر العبارات القديمة (الجزائر I وطاسيلي I) المتدهورة وسيئة الصيانة واستبدلتها بأخرى حديثة. علاوة على ذلك تبقى المؤسسة غير قادرة على التعامل مع موسم الذروة لدى تقوم باستئجار عبارات (تركية عادة) كل صيف.

## الخطوط البحرية
- الموانئ التي تخدمها الشركة هي:
  - الجزائر:
  - الجزائر
  - عنابة
  - بجاية
  - سكيكدة
  - وهران
  - مستغانم
- فرنسا
  - مرسيليا
  - سيت (إستثنائياً)
  - طولون (إستثنائياً)
- إسبانيا:
  - أليكانتي
  - برشلونة
  - فالنسيا

## الموظفون

يعمل 1231 شخص في خدمة الجزائرية للنقل البحري، يتكون الطاقم من 709 شخصا من بينهم 135 ضابطا. وعدد ديه 522 شخصا، بينهم 256 الموجودة في المكتب المسجل. 266 في مختلف الوكالات والمناطق ميناء الجزائر (133 في المنطقة الوسطى، و59 في المنطقة الشرقية و74 في المنطقة الغربية)، وحوالي 21 شخصا واقع في الخارج (فرنسا وإسبانيا).
{{